# ميجر جاكسون
ميجر جاكسون (بالإنجليزية: Major Jackson)‏ هو شاعر أمريكي، ولد في 1968.

## وصلات خارجية
- الموقع الرسمي